# Mikkojärvi (Jukkasjärvi socken, Lappland)
Mikkojärvi är en sjö i Kiruna kommun i Lappland och ingår i Torneälvens huvudavrinningsområde. Sjön har en area på 0,0355 kvadratkilometer och ligger 451,1 meter över havet. Mikkojärvi ligger i Torne och Kalix älvsystem Natura 2000-område.

## Delavrinningsområde
Mikkojärvi ingår i det delavrinningsområde (755189-168660) som SMHI kallar för Mynnar i Vakojaure. Medelhöjden är 417 meter över havet och ytan är 59,45 kvadratkilometer. Räknas de 97 avrinningsområdena uppströms in blir den ackumulerade arean 1 849,32 kvadratkilometer. Rautasälven (Rautasätno) som avvattnar avrinningsområdet har biflödesordning 2, vilket innebär att vattnet flödar genom totalt 2 vattendrag innan det når havet efter 394 kilometer. Avrinningsområdet består mestadels av skog (80 procent) och sankmarker (14 procent). Avrinningsområdet har 2,83 kvadratkilometer vattenytor vilket ger det en sjöprocent på 4,8 procent.